# 荣华 (1953年)
荣华（1953年10月—），女，汉族，辽宁朝阳人，中华人民共和国政治人物、第十二届全国人民代表大会北京地区代表。

## 生平
毕业于中共北京市委党校经济管理专业。1972年加入中国共产党。2013年，被选为全国人大代表。